# Edmund Hoffmeister
Pour les articles homonymes, voir Hoffmeister.
Edmund Hoffmeister (4 mars 1893 à Aschaffenbourg - 20 février 1951 dans un camp de prisonniers de guerre soviétique près de Asbest) est un Generalleutnant allemand qui a servi au sein de la Heer dans la Wehrmacht pendant la Seconde Guerre mondiale.
Il a été récipiendaire de la croix de chevalier de la Croix de fer. Cette décoration est attribuée pour récompenser un acte d'une extrême bravoure sur le champ de bataille ou un commandement militaire avec succès.

## Biographie
Edmund s'engage le 3 août 1912 le 30e régiment d'infanterie de l'armée prussienne en tant que porte-drapeau.

## Promotions
| Leutnant              | 22 mars 1914       |
| Oberleutnant          | 1er février 1923   |
| Rittmeister/Hauptmann | 1er mars 1928      |
| Major                 | 1er septembre 1934 |
| Oberstleutnant        | 1er mars 1937      |
| Oberst                | 1er mars 1940      |
| Generalmajor          | 1er septembre 1943 |
| Generalleutnant       | 1er mars 1944      |

## Décorations
- Croix de fer (1914)
  - 2e classe
  - 1re classe
- Croix de chevalier de l'ordre royal de Hohenzollern avec glaives
- Insigne des blessés (1914)
  - en Noir
- Croix d'honneur pour combattants 1914/1918
- Médaille de service de la Wehrmacht 4e et 1re classe
  - Agrafe de la Croix de fer (1939)
  - 2e classe
  - 1re classe
- Médaille du Front de l'Est
- Croix allemande en Or (11 décembre 1941)
- Croix de chevalier de la Croix de fer
  - Croix de chevalier le 6 octobre 1943